# 조충 (1171년)
조충(趙沖, 1171년 ~1220년)은 고려의 군인·문신·정치가이다. 본관은 횡성(橫城), 자는 담약(湛若)이다.

## 생애
1190년(명종 20) 약관의 나이로 문과에 급제하여, 내시(內侍)가 되고 희종 때 국자대사성(國子大司成)·한림학사를 지내고 1216년(고종 3)에 추밀부사·한림학사·승지·상장군이 되었다. 이때 거란족이 서해도(西海道 : 황해도)에 침입하자 부원수로 출정하고 다음해 정방보(鄭邦輔)와 함께 염주(鹽州)에 출정했다가 패하여 한때 파면되었으나 다시 서북면 병마사로 인주(麟州) 부근에서 거란족을 무찔렀다.
1218년 수사공 상서좌복야가 되었으며, 다시 서북면 원수(元帥)가 되어 남은 거란족을 진압, 이듬해 몽골·동진(東眞)의 연합군과 함께 거란 잔적의 근거인 강동성(江東城)을 깨뜨리고 완전히 평정하였다. 조충은 이 싸움에서 얻은 포로들을 각 도의 주현에 나누어 보내어 소위 거란장(契丹場 : 거란인 포로수용소)을 이루게 하였다. 개선하여 정당문학·판례부사가 되고 이어 수태위 문하시랑동중서문하평장사 수국사(守太尉門下侍郞同中書門下平章事修國史)를 겸직하였다. 사후에 개부의동삼사 문하시중(開府儀同三司門下侍仲)에 추증되고 문정(文正)이라는 시호를 받았다.

## 가계
- 아버지 : 조영인(趙永仁)
  - 장남 : 조백기(趙伯琪)[1][2]
  - 차남 : 조숙창(趙叔昌)
  - 3남 : 조계순(趙季珣)
    - 손자 : 조변(趙抃)
    - 손녀사위 : 최항

## 조충이 등장한 작품
- 《무인시대》 (MBC, 2003년~2004년,배우 : 최상훈)
- 《무신》 (MBC, 2012년~2012년,배우 : 이석구)

## 같이 보기
- 고려
- 금나라
- 몽골 제국